# سليم بن أيوب الرازي
أبو الفتح سُلَيم بن أيوب بن سليم الرازي الشافعي أحد رواة الحديث النبوي، فقيه ومُحدث شافعي.

## علمُه
ولد سنة نيف وستين وثلاثمائة. حدث عن: محمد بن عبد الملك الجعفي، ومحمد بن جعفر التميمي، والحافظ أحمد بن محمد بن البصير الرازي، وحمد بن عبد الله صاحبي ابن أبي حاتم، وأحمد بن محمد بن الصلت المجبر، وأبي الحسين أحمد بن فارس اللغوي، وأبي أحمد الفرضي، والأستاذ أبي حامد الإسفراييني وتفقه به، وطائفة سواهم. سكن الشام مرابطا ناشرا للعلم احتسابا. حدث عنه: أبو بكر الخطيب، وأبو محمد الكتاني، والفقيه نصر المقدسي، وأبو نصر الطريثيثي، وسهل بن بشر الإسفراييني، وأبو القاسم النسيب، وآخرون.

## مكانته العلمية
قال النسيب: «هو ثقة فقيه مقرئ محدث». قال سهل بن بشر: «حدثنا سليم أنه كان في صغره بالري، وله نحو من عشر سنين، فحضر بعض الشيوخ وهو يلقن قال: فقال لي: تقدم فاقرأ. فجهدت أن أقرأ الفاتحة، فلم أقدر على ذلك لانغلاق لساني، فقال: لك والدة، قلت: نعم، قال: قل لها تدعو لك أن يرزقك الله قراءة القرآن والعلم. قلت: نعم. فرجعت فسألتها الدعاء، فدعت لي ثم إنى كبرت، ودخلت بغداد، قرأت بها العربية والفقه، ثم عدت إلى الري، فبينا أنا في الجامع أقابل مختصر المزني، وإذا الشيخ قد حضر وسلم علينا وهو لا يعرفني، فسمع مقابلتنا، وهو لا يعلم ماذا نقول، ثم قال: متى يتعلم مثل هذا فأردت أن أقول إن كانت لك والدة، فقل لها تدعو لك فاستحييت».
قال أبو نصر الطريثيثي: «سمعت سليما يقول علقت عن شيخنا أبي حامد جميع التعليقة، وسمعته يقول: وضعت مني صور، ورفعت بغداد من أبي الحسن ابن المحاملي. قال أبو القاسم ابن عساكر: بلغني أن سليما تفقه بعد أن جاز الأربعين. قال: وقرأت بخط غيث الأرمنازي غرق سليم الفقيه في بحر القلزم، عند ساحل جدة، بعد أن حج في صفر سنة سبع وأربعين وأربعمائة. وقد نيف على الثمانين. قال: وكان فقيها مشارا إليه، صنف الكثير في الفقه وغيره، ودرس، وهو أول من نشر هذا العلم بصور، وانتفع به جماعة، منهم الفقيه نصر، وحدثت عنه أنه كان يحاسب نفسه في الأنفاس، لا يدع وقتا يمضي بغير فائدة، إما ينسخ، أو يدرس، أو يقرأ. وحدثت عنه أنه كان يحرك شفتيه إلى أن يقط القلم. قال الذهبي: وله كتاب البسملة سمعناه، وكتاب غسل الرجلين، وله تفسير كبير شهير، وغير ذلك رحمه الله تعالى».

## مؤلفاته
- عوالي مالك رواية سليم الرازي.

## تراثه
قام الباحث إسماعيل حبيب محمود السامرائي بتأليف كتاب اسمها سليم الرازي وآراؤه الأصولية، وهي عباره عن أطروحة تقدم بها إلى مجلس كلية الفقه وأصوله الجامعة الإسلامية في المدينة المنورة، وهي جزء من متطلبات نيل درجة دكتوراه فلسفة شريعة إسلامية تخصص أصول الفقه وذلك سنة 1426هـ الموافق 2005م.

## وفاته
توفي الرازي سنة 447 هـ الموافق 1055.